# 四雄の宴
四雄の宴（しゆうのうたげ）とは、関西四私立大学応援団連盟による応援団の公開イベントのこと。

## 概要

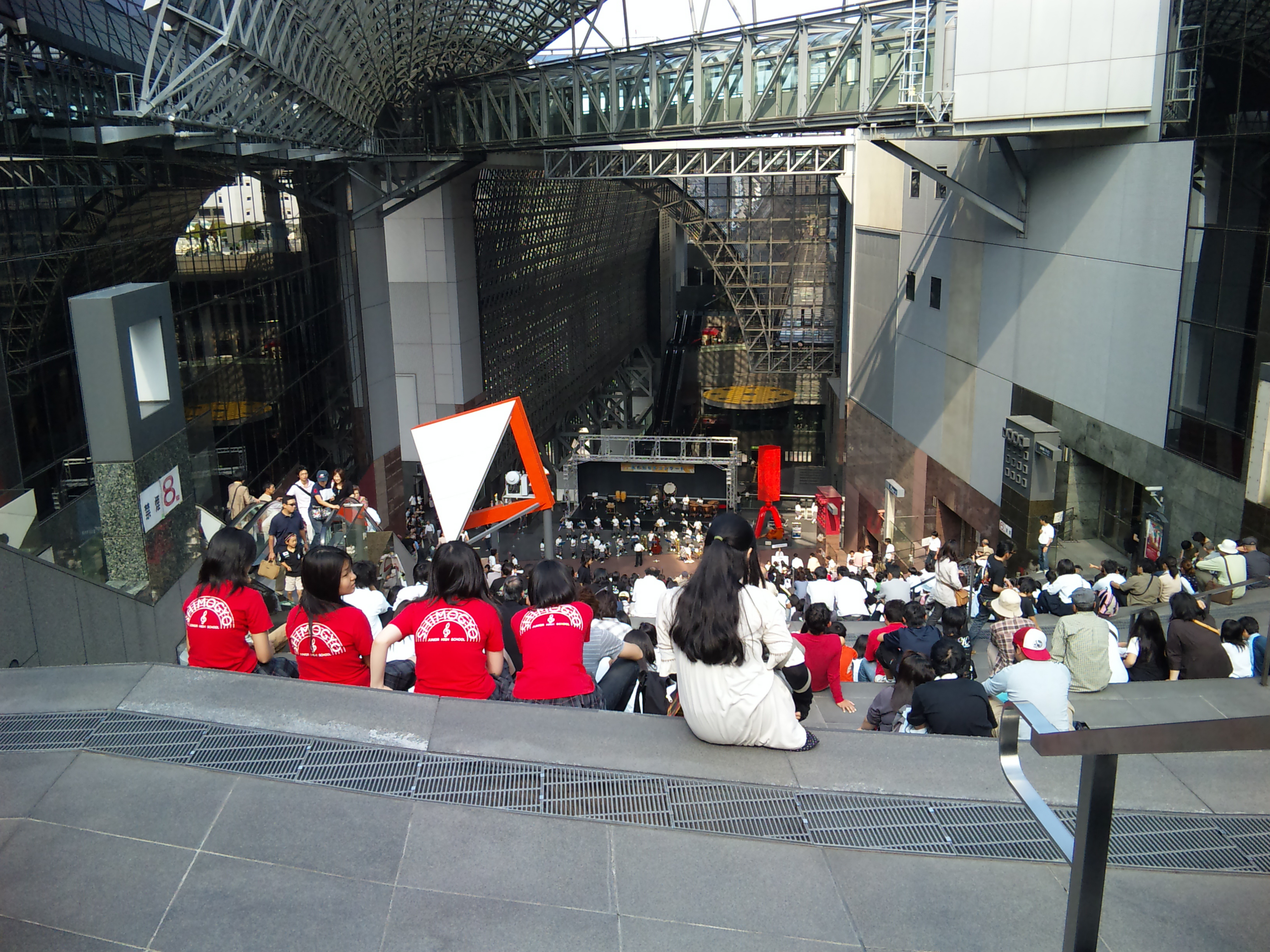
京都駅ビル室町小路広場

1979年より開催。毎年9月末日にJR西日本京都駅ビルの大階段広場（室町小路広場）で行われる。関関同立を構成する各大学の応援団旗が一斉に掲げられるオープニングに始まり、大学校歌・応援歌の合唱や、リーダー部、吹奏楽部、チアリーダー部による合同ステージなどで盛り上がる。フィナーレは、関西四私立大学応援団連盟に加盟する各校の応援歌メドレーで締めくくられる。
近年では、来場者が3,000人を超えている。
各応援団の団太鼓の使用を許可していたが、1999年（平成11年）のステージにおいて団太鼓の大音量により、JR東海が設置している東海道新幹線の感震計が反応して停止するという事態が発生して以降、使用を自粛している。
2019年（令和元年）には、第40回連盟祭（四雄の宴）を記念して、四校と同じ関西学生野球連盟に参加する京都大学応援団、近畿大学応援部が参加した。

## 参加大学
- 関西大学
- 関西学院大学
- 同志社大学
- 立命館大学